# 司令部
司令部（しれいぶ）とは、司令官が部隊に対する指揮・命令を行う指揮機関である。司令官が総司令官と称する場合は総司令部といい、下級部隊の司令部は本部ということが通常であるが、本記事では原則として区別することなく広義の司令部について記述する。英語ではheadquartersで単複同形。「指令部」の表記は誤記。

## 概要
軍隊が部隊行動する以上は必然的に生じる組織である。通常、陸軍では旅団以上で、海軍では広義の艦隊（隊、群等を含む）で用いられる。海軍で司令官が指揮を執るために座乗している軍艦を旗艦という。空軍では航空団以上に用いられる。
司令部には司令官以下、士官（将校）スタッフとして副司令官・参謀長（幕僚長）・参謀（幕僚）・軍医部長・経理部長・法務部長・兵器部長・副官等のほか、准士官や下士官兵の補助スタッフが置かれる。また、陸軍の司令部では中隊規模の、運営業務を担当する「司令部付隊」が置かれることが多い。司令官の執務室である「司令室」（指令室ではない）もある。
日本の陸上自衛隊では、陸上総隊、師団及び旅団に司令部が置かれ、師団よりも上級の単位である方面隊では司令部ではなく方面総監部が、連隊より下級の単位には本部という用語が用いられている。もっとも、英訳は司令部と同じheadquartersである。なお、陸上自衛隊では初めて司令官というポストを中央即応集団に置いていた。
アメリカ陸軍などでは、司令部の参謀部門を通常4部に分け、第1部は人事を、第2部は情報を、第3部は作戦を、第4部は兵站をそれぞれ担当する（この構成は後述のとおり、連合国軍最高司令官総司令部の当時から変わらない）。陸上自衛隊でも陸上総隊司令部・方面総監部・師団司令部・旅団司令部・団本部・連隊本部・群本部・大隊本部が同様の構成となっている。陸上総隊司令部から旅団司令部までは「部」、団本部から群本部までは「科」、大隊本部では「係」と称する。
旧日本陸軍では総軍の長を「総司令官」ないし「司令官」、方面軍・軍などの長を「司令官」、師団・集団・旅団・団・連隊・戦隊・大隊・中隊・小隊などの長を「○○長（師団長・団長・連隊長・戦隊長・中隊長など）」と称し、旧日本海軍では連合艦隊・艦隊・鎮守府の長を「司令長官」、戦隊・根拠地隊の長を「司令官」、その下の部隊（駆逐隊・潜水隊・航空隊・掃海隊等）の長を「司令」と称していた。
古代から幕末維新まで慣用されてきた本営は戦闘部隊の司令部ないし本部を意味する軍事一般用語であった。

## 司令部と本部の違い
総司令部・司令部および本部は、部隊の指揮官および幕僚で構成され、隷下部隊を指揮統制する軍事施設である。英語では一律に headquarters とされるが、日本語の軍事用語としては明治の建軍以来「司令部」と「本部」の定義を明瞭に分けていた。連隊から小隊までの指揮組織は「本部」が、軍から旅団（団）までの指揮組織は「司令部」となっている。
ただし、旧日本陸軍においては地位役割の特殊性から軍隊ではない一部の官衙（役所）にも「司令部」の名称を使用しており、一例として軍管区司令部・連隊区司令部・大隊区司令部・要塞司令部などがあった。一方、戦後の陸上自衛隊では団と呼ばれる単位が存在し、これらの団長のほとんどには将官が充てられるにもかかわらず「団本部」となっている。これは、創設当時はアメリカ軍の旅団の編制原則を参考にして一佐を団長にしていた名残である。
海上自衛隊では艦隊、集団、群に司令部が置かれている。
細部は自衛艦隊#司令部の編成を参照。
航空自衛隊では上から航空総隊司令部・航空方面隊司令部・団司令部（航空団や警戒管制団・航空救難団など部隊の機能に応じた各種の団が存在する。群以下も同様に部隊機能ごとに各種存在する。）・群本部（例として飛行群・整備補給群・基地業務群・高射群など）そして隊本部（例として飛行隊・整備隊・車両器材隊・補給隊・通信隊・業務隊・管理隊・監視管制隊・警戒隊・通信電子隊・高射隊・救難隊など）がある。航空団は旅団に相当しその長には将補が充てられている。
1950年代前半、警察予備隊および保安隊当時、総隊総監部・第1、第2総監部・方面隊総監部および管区総監部が創設された。また、海上警備隊および警備隊当時、地方総監部が創設された。これらの呼称は警察用語および行政官庁用語の影響を受けたもので、後に方面総監部を方面隊司令部に、海上自衛隊の地方総監部を地方隊司令部に改称する提案があったものの実現せずそのままに置かれ、1950年代半ばに創設された航空自衛隊では警察・行政官庁用語の影響を受けず、伝統的な軍事用語が採用できた。

## 中央軍事機構としての本部、総監部
旧日本陸海軍では「本部」は官衙（役所）たる中央軍事機構における行政組織の呼称にも使われた。参謀本部・陸軍技術本部・陸軍航空本部・海軍艦政本部・海軍航空本部などが有り、「総監部」の名称も教育総監部・陸軍航空総監部などで使用されている。
戦後の防衛庁（防衛省）においても調達実施本部・技術研究本部・情報本部・補給本部など旧軍および旧行政官庁用語を参考にして定められている。

## 陸上自衛隊の師団の司令部等の構成
厳密には付隊（づきたい）は司令部の一部ではない。師団より上級又は下級の部隊の司令部は、師団のそれをより拡充させ又は簡略化させた機構となっている。旅団についてもほぼ同様の構成となっているので本項で併記する。
- 副師団長（陸将補（二）若しくは1等陸佐（一））・副旅団長（1等陸佐（一））

師団（旅団）の隊務につき師団長（旅団長）を助け、師団長（旅団長）に事故があるとき、又は欠けたときは、師団長（旅団長）の職務を行う。副師団長・副旅団長はともに駐屯地司令を兼務する（上級の自衛官が部隊長として所在する場合も含む）。
- 幕僚長（1等陸佐（一）若しくは旅団においては（二））

師団長（旅団長）を補佐し、司令部の部内の事務を整理する。師団長（旅団長）の命を受け、部長、課長、医務官、監察官及び法務官の職務を統制する。予算の統制、隊務の能率的運営その他師団長（旅団長）から命ぜられた事務を行う。副師団（旅団）長に事故が発生時はその職務において代行する。この役職に就く自衛官は基本的に隷下部隊及び幕僚等の統制上「連隊」・「群」長等の部隊長経験者若しくは部隊長よりも上位の自衛官が上番する。
- 幕僚幹事

幕僚長の行う事務を補佐し、かつ、幕僚長の命を受け、事務管理の改善、報告統制その他幕僚長から命ぜられた事務を行う。
- 第1部（人事担当）：部長は1等陸佐（三）若しくは2等陸佐
- 第2部（情報担当）：部長は2等陸佐　若しくは1等陸佐（三）
- 第3部（運用担当）：部長は1等陸佐（三）
- 第4部（補給担当）：部長は1等陸佐（三）若しくは旅団においては2等陸佐
- 火力調整部（特科指揮担当）：部長は1等陸佐（三）、2018年3月に廃止された第8師団第8特科連隊・第14旅団第14特科隊、2019年3月に廃止された第4師団第4特科連隊[10]、2020年3月に廃止された第6師団第6特科連隊、第9師団第9特科連隊[11]、2023年3月に廃止された第1師団第1特科隊・第12旅団第12特科隊[12]および2024年3月に廃止された第3師団第3特科隊、第10師団第10特科連隊、第13旅団第13特科隊[13]から改編。
- 総務課（総務及び広報を担当）：課長は2等陸佐若しくは3等陸佐
- 広報室（総務課に広報渉外班を置く師団についてはなし。）
- 会計課：課長は3等陸佐（原則所在駐屯地の会計隊長よりも序列名簿上、上級者が充てられる）
- 施設課（課長は施設大隊長・施設隊長兼任が通常）
- 通信課（課長は通信大隊長・通信隊長兼任が通常）
- 医務官

師団長（旅団長）の命を受け、保健衛生に関する事務を行う。通常、後方支援連隊衛生隊長よりも先任の医官が命じられる。
- 監察官

師団長（旅団長）の命を受け、部隊の監察に関する事務を行う。
- 法務官

師団長（旅団長）の命を受け、懲戒に関する法令の適用の指導に関する事務、訴訟に関する事務並びに法令の調査及び研究に関する事務を行う。
- 副官（1等陸尉若しくは2等陸尉）

師団長（旅団長）又は副師団長（副旅団長）の庶務をつかさどる。
- 司令部付隊[14]
  - 付隊本部（総務・人事）隊長は3等陸佐、副隊長職を設置する場合は1等陸尉若しくは2等陸尉が充てられる。（隊隷下に警務隊が編成されていた時代は警務隊長が付隊副隊長職を兼務していた部隊もあった。）
  - 車両小隊、旅団においては管理班若しくは司令部勤務班に分割
  - 管理小隊（司令部が保有する物品の管理及び有事においては炊事班や管理班の編制を行う）、旅団においては管理班が編制
  - 司令部勤務班（所属は付隊であるが、実質司令部直轄で勤務する）、旅団においては車両小隊機能も有する
  - 情報処理システム班

## GHQ/SCAP
日本ではGHQ（General Headquarters、総司令部）といえば、1945年（昭和20年）-1952年（昭和27年）の間置かれていた連合国軍最高司令官総司令部と呼称する固有名詞として用いることも多い。日本以外においてはGHQ/SCAP（General Headquarters/ Supreme Commander for the Allied Powers、総司令部／連合国軍最高司令官）と呼ぶことが通常である。
GHQ/SCAPも一般の司令部同様に次のような機構になっていた。もっとも、行政指導能力を拡充させるために幕僚部の構成が充実しているのが特徴である。
- 参謀部
  - 参謀第1部（Ｇ1。人事担当）
  - 参謀第2部（Ｇ2。情報担当） - プレスコードの実施を担当。
  - 参謀第3部（Ｇ3。作戦担当）
  - 参謀第4部（Ｇ4。後方担当）
- 幕僚部
  - 法務局（LS）
  - 公衆衛生福祉局（PHW）
  - 民政局（GS:Government Section） - 政治行政。
  - 民間諜報局（CIS:Civil Intelligence Section）
  - 天然資源局（NRS:Natural Resources Section） - 農地改革など。
  - 経済科学局（ESS:Economic & Scientific Section） - 財閥解体など。
  - 民間情報教育局（CIES:Civil Information & Educational Section） - 教育改革など。
  - 統計資料局（SRS）
  - 民間通信局（CCS:Civil Communication Section）
- 副官部